# Вілледж-Сент-Джордж (Луїзіана)
Вілледж-Сент-Джордж (англ. Village St. George) — переписна місцевість (CDP) в США, в окрузі Іст-Батон штату Луїзіана. Населення — 7677 осіб (2020).

## Географія
Вілледж-Сент-Джордж розташований за координатами 30°21′35″ пн. ш. 91°4′2″ зх. д. / 30.35972° пн. ш. 91.06722° зх. д. (30.359806, -91.067127).  За даними Бюро перепису населення США в 2010 році переписна місцевість мала площу 5,81 км², уся площа — суходіл.

## Демографія
Згідно з переписом 2010 року, у переписній місцевості мешкали 7104 особи в 2744 домогосподарствах у складі 1913 родин. Густота населення становила 1222 особи/км².  Було 2858 помешкань (492/км²).
Расовий склад населення:
| - 62,6 % — білих - 30,9 % — чорних або афроамериканців - 3,1 % — азіатів - 0,1 % — корінних американців - 1,4 % — осіб інших рас |

До двох чи більше рас належало 1,8 %. Частка іспаномовних становила 6,0 % від усіх жителів.
За віковим діапазоном населення розподілялося таким чином: 25,4 % — особи молодші 18 років, 66,3 % — особи у віці 18—64 років, 8,3 % — особи у віці 65 років та старші. Медіана віку мешканця становила 35,5 року. На 100 осіб жіночої статі у переписній місцевості припадало 92,1 чоловіків;  на 100 жінок у віці від 18 років та старших — 89,6 чоловіків також старших 18 років.
Середній дохід на одне домашнє господарство  становив 103 713 долари США (медіана — 66 990), а середній дохід на одну сім'ю — 124 155 доларів (медіана — 88 362). Медіана доходів становила 71 360 доларів для чоловіків та 41 196 доларів для жінок. За межею бідності перебувало 11,4 % осіб, у тому числі 20,0 % дітей у віці до 18 років та 8,6 % осіб у віці 65 років та старших.
Цивільне працевлаштоване населення становило 4025 осіб. Основні галузі зайнятості: освіта, охорона здоров'я та соціальна допомога — 22,5 %, роздрібна торгівля — 12,8 %, науковці, спеціалісти, менеджери — 11,8 %.